# 区庄立交
区庄立交位于广东省广州市东北环市东路与先烈中、先烈南路交汇处，是一座4层双环式的立交桥。区于1982年12月动工兴建，次年12月建成，是广州及国内首座4层双环式立交桥。桥面面积1.54万平方米,建造投资1019万元。其规划和设计，荣获1985年国家城建部科学技术进步一等奖。
该立交高13.5米，占地面积3.22公顷，共分4层。底层宽15米，是东西走向的环市东路下穿车道；第二层是原道路上设置的自行车道和人行道，宽分别为7米和5米；第三层是车辆转弯的环形车道，环岛内直径50米，环道宽16.5米，四面路口由8条引桥与之连接，引桥宽8米，共长790米；第四层是南北走向的先烈路高架车道，宽10米、长490米。
23°8′15.12″N 113°17′17.91″E / 23.1375333°N 113.2883083°E